# Ikal Angelei
Ikal Angelei est une femme politique et écologiste kényane. 

## Biographie
Ikal Angelei est née à Kitale. Elle est diplômée de l’Université Stony Brook à New York en politique publique et sciences politiques.
Elle est cofondatrice et directrice des Amis du Lac Turkana, une organisation communautaire qui vise à favoriser la justice sociale, économique et environnementale dans le bassin du Turkana,, et à rassembler les communautés vivant autour du lac.
Elle a reçu le Prix Goldman pour l'environnement en 2012, notamment pour avoir attiré l'attention sur les implications environnementales du Barrage Gilgel Gibe III situé en Éthiopie sur l'Omo, parlant au nom des communautés autochtones kényanes,.
Elle est également lauréate de la médaille Luc Hoffmann « for Wetland Science and Conservation » en 2014, conjointement avec le Pr W.J. Wolff, pour son « rôle crucial dans la mobilisation et la représentation des intérêts de centaines de milliers d'habitants vivant autour du Lac Turkana. ».